# Città maya

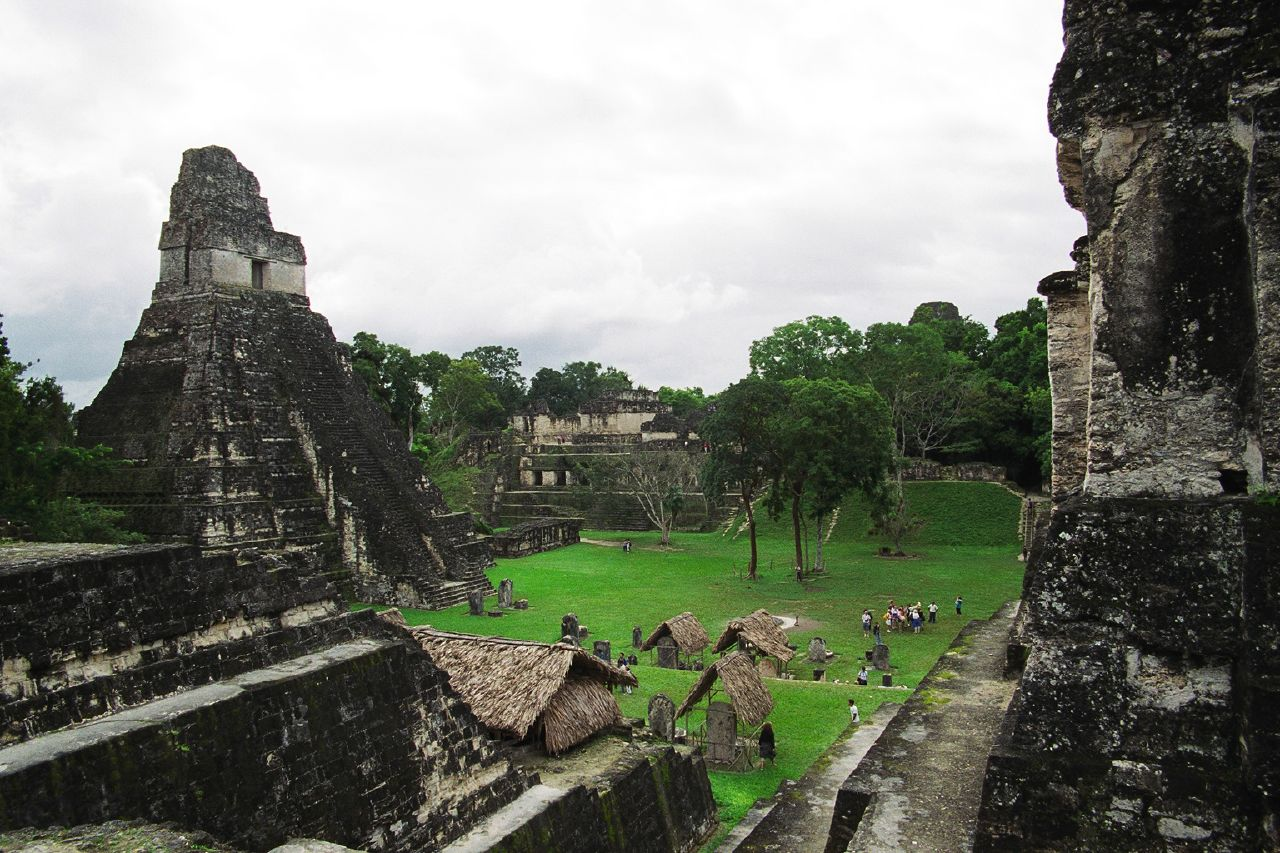
Il cuore di Tikal, una delle più potenti città maya del Periodo classico.

Le città maya furono i luoghi nei quali si concentrò la popolazione della civiltà precolombiana dei Maya in Mesoamerica. Esse svolgevano i ruoli specializzati dei centri dell'amministrazione, del commercio, della produzione e della religione tipici delle città antiche di tutto il mondo. Le città maya tendevano ad essere più sparse delle città di altre società, anche all'interno della Mesoamerica, come conseguenza dell'adattamento a un ambiente tropicale di bassopiano che permetteva la produzione alimentare in mezzo ad aree dedicate ad altre attività.
Esse non avevano la disposizione a scacchiera delle città degli altopiani del Messico centrale, come Teotihuacán e Tenochtitlán. I re maya governavano i loro regni da palazzi che erano situati dentro il centro delle loro città. Le città a loro volta tendevano ad essere localizzate in luoghi che controllavano le rotte commerciali o che potevano fornire i prodotti essenziali. Questo permise alle élite che controllavano il commercio di aumentare la loro ricchezza e il loro status. Tali città furono in grado di costruire templi per le cerimonie pubbliche, attraendo in tal modo ulteriori abitanti presso di esse. È probabile che quelle città che avevano condizioni favorevoli per la produzione alimentare, unite all'accesso alle rotte commerciali, si siano poi sviluppate nelle città capitali dei primi Stati maya.
La relazione politica tra le città-stato maya del Periodo classico è stata assimilata ai rapporti tra le città-stato nella Grecia classica e nel Rinascimento italiano. Alcune città erano collegate tra loro da strade rialzate di calcare, note come sacbeob, sebbene non sia stato determinato se l'esatta funzione di queste strade fosse commerciale, politica o religiosa.

## Organizzazione architettonica

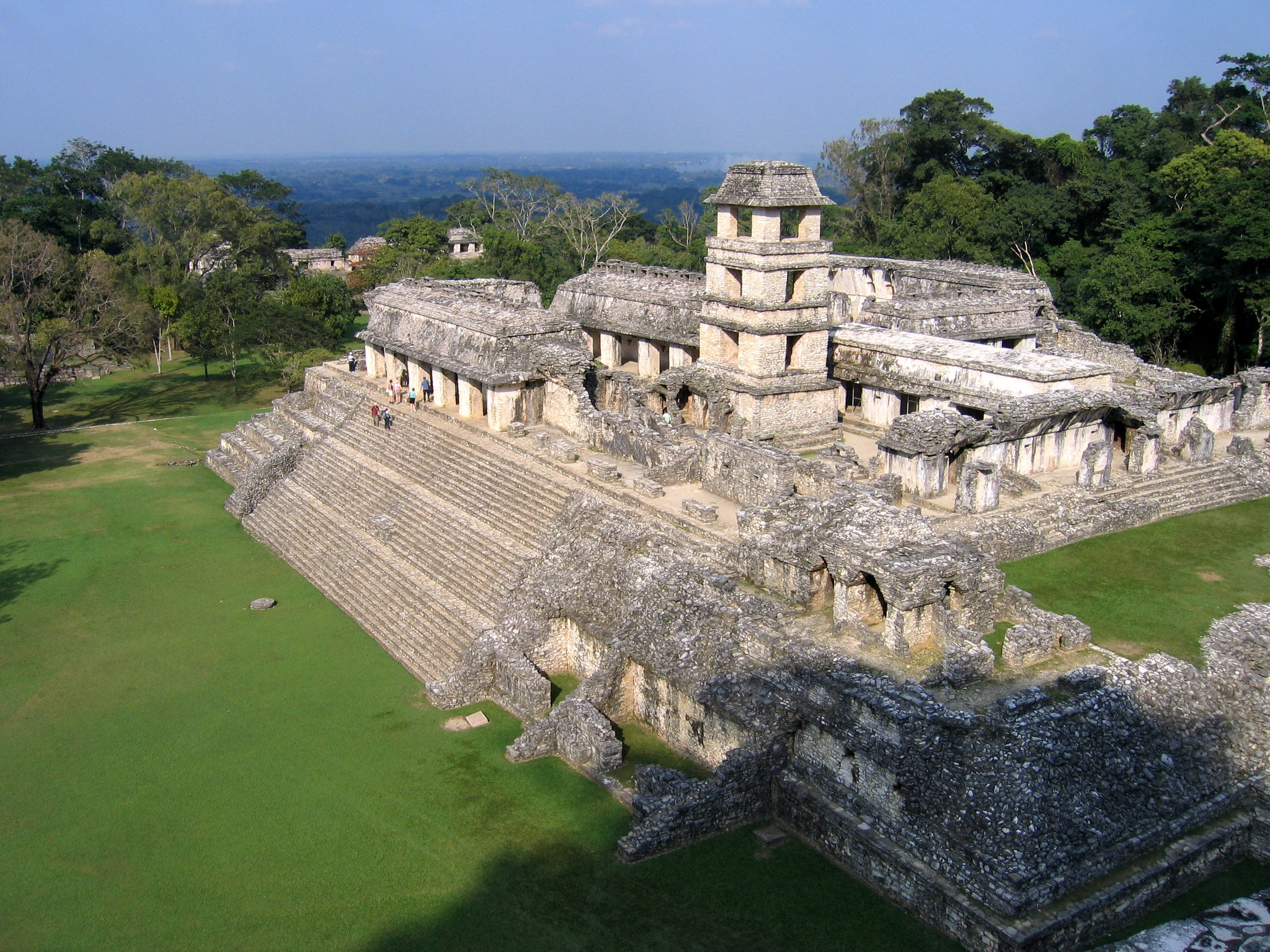
Palazzo reale del Periodo classico a Palenque.

Le città maya non erano pianificate formalmente come le città delle regioni montuose del Messico e furono soggette a un'espansione irregolare, con l'aggiunta casuale di palazzi, templi e altri edifici. La maggior parte delle città maya tendevano a crescere verso l'esterno dal nucleo, e verso l'alto quando nuove strutture erano sovrapposte sull'architettura precedente. Le città maya avevano un centro cerimoniale e amministrativo circondato da una vasta crescita irregolare di complessi residenziali. I centri di tutte le città maya presentavano recinti sacri, a volte separati da muri dalle aree residenziali vicine. Questi recinti contenevano templi a piramide e altre architetture monumentali dedicate alle attività delle élite, come le piattaforme basali che sostenevano i complessi amministrativi o residenziali.
Monumenti scolpiti furono eretti per registrare le gesta della dinastia regnante. I centri delle città presentavano anche piazze, campi di pallone sacri ed edifici usati per mercati e scuole. Strade rialzate collegavano frequentemente il centro con le aree isolate della città, dove alcuni di questi tipi di architetture formavano gruppi minori, che fungevano da centri sacri per le stirpi non regali. Le aree adiacenti a queste zone sacre includevano complessi residenziali che ospitavano stirpi facoltose. L'arte riportata alla luce da questi complessi residenziali di élite varia come qualità secondo il rango e il prestigio della stirpe ospitata. I più grandi e i più ricchi di queste zone esclusive a volte possedevano sculture e oggetti d'arte di fattura uguale a quella degli oggetti d'arte reale.
Il centro cerimoniale della città maya era dove viveva l'élite dominante e dove si svolgevano le funzioni amministrative della città, insieme alle cerimonie religiose. Era anche il luogo dove gli abitanti della città si radunavano per le attività pubbliche. I complessi residenziali delle élite occupavano la terra migliore intorno al centro della città, mentre le persone comuni avevano le loro residenze sparpagliate ancora più lontano dal centro cerimoniale. Le unità residenziali erano costruite in cima a piattaforme di pietra per sollevarle sopra il livello delle inondazioni della stagione delle piogge.

## Stime della popolazione

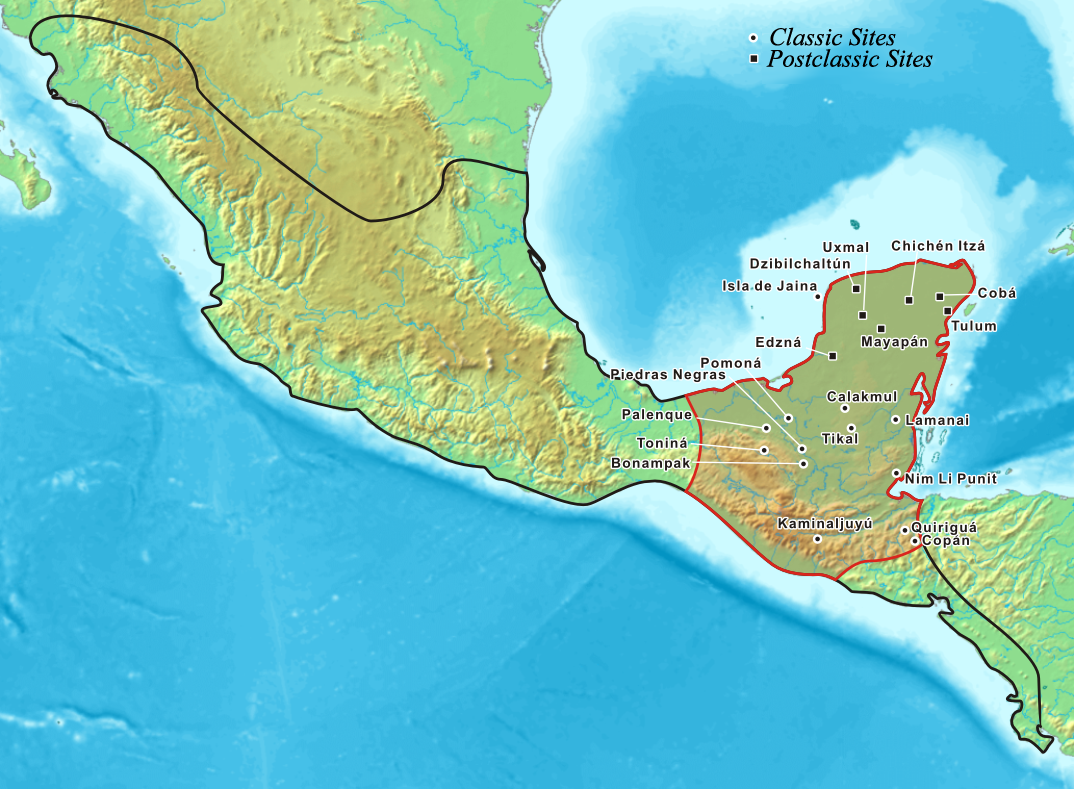
Cartina della regione maya che mostra le località di alcune delle città principali. Cliccare per ingrandire.

Fino agli anni 1960, l'opinione degli studiosi era che le rovine dei centri maya non fossero vere città, ma piuttosto centri cerimoniali vuoti dove il clero svolgeva rituali religiosi per i contadini, che vivevano sparsi nella giungla. Dagli anni 1960, i progetti formali di mappatura archeologica hanno rivelato che i centri cerimoniali in realtà formavano i nuclei di città sparse che possedevano popolazioni che in alcuni siti potevano raggiungere decine di migliaia di persone.
| Nome del sito                   | Località                                                    | Popolazione massima | Periodo            |
| ------------------------------- | ----------------------------------------------------------- | ------------------- | ------------------ |
| Coba                            | Quintana Roo, Messico                                       | 50.000              | Classico tardo     |
| Copán                           | Dipartimento di Copán, Honduras                             | 15.000-21.000       | Classico tardo     |
| Calakmul                        | Campeche, Messico                                           | 50.000              | Classico tardo     |
| Caracol                         | Distretto di Cayo, Belize                                   | 140.000             | Classico           |
| Cival                           | Dipartimento di Petén, Guatemala                            | 2.000-5.000         | Preclassico tardo  |
| El Pilar                        | Distretto di Cayo, Belize; Dipartimento di Petén, Guatemala | 180.000             | Classico tardo     |
| Mixco Viejo (Jilotepeque Viejo) | Dipartimento di Chimaltenango, Guatemala                    | 1.500               | Postclassico tardo |
| Motul de San José               | Dipartimento di Petén, Guatemala                            | 1.200-2.000         | Classico tardo     |
| Quiriguá                        | Dipartimento di Izabal, Guatemala                           | 1.200–1.600         | Classico tardo     |
| Q'umarkaj                       | Dipartimento di Quiché, Guatemala                           | 15.000              | Postclassico tardo |
| Río Azul                        | Dipartimento di Petén, Guatemala                            | 3.500               | Classico iniziale  |
| Santa Rita Corozal              | Distretto di Corozal, Belize                                | 7.000               | Postclassico tardo |
| Sayil                           | Yucatán, Messico                                            | 10.000              | Classico terminale |
| Seibal                          | Dipartimento di Petén, Guatemala                            | 10.000              | Preclassico tardo  |
| Tikal                           | Dipartimento di Petén, Guatemala                            | 100.000             | Classico tardo     |

## Storia

### Periodo Preclassico medio
Durante il Periodo Preclassico medio (1000-400 a.C.), piccoli villaggi cominciarono a crescere per formare città. Verso il 500 a.C. queste città possedevano grandi strutture di templi decorate con maschere di stucco che rappresentavano divinità. Nakbe nel Dipartimento di Petén del Guatemala è la prima città ben documentata nei bassipiani maya, dove grandi strutture sono state datate intorno al 750 a.C. Nakbe già presentava l'architettura monumentale in muratura, monumenti scolpiti e strade rialzate che caratterizzarono le città successive nei bassipiani maya.

### Periodo Preclassico tardo
Nel Periodo Preclassico tardo (400 a.C. - 250 d.C.), l'enorme città di El Mirador crebbe per coprire approssimativamente 16 chilometri quadrati. Essa possedeva viali lastricati, massicci complessi di piramidi triadiche datati intorno al 150 a.C., e stele e altari che erano eretti nelle sue piazze. El Mirador è considerata una delle prime città capitali della civiltà maya. Sembra che le paludi del Bacino di Mirador siano state l'attrazione primaria per i primi abitanti dell'area, come evidenziato dall'insolito raggruppamento di grandi città intorno ad esse.
La città di Tikal, che in seguito doveva diventare una delle più importanti città maya del Periodo Classico, era già una città significativa intorno al 350 a.C., sebbene non eguagliasse El Mirador. La fioritura culturale del Preclassico tardo crollò nel I secolo d.C. e molte delle grandi città maya dell'epoca furono abbandonate; la causa del suo crollo è ancora sconosciuta.
Negli altopiani, Kaminaljuyu nella Valle del Guatemala era già una città cresciuta in midi irregolare verso il 300 d.C.

### Periodo Classico

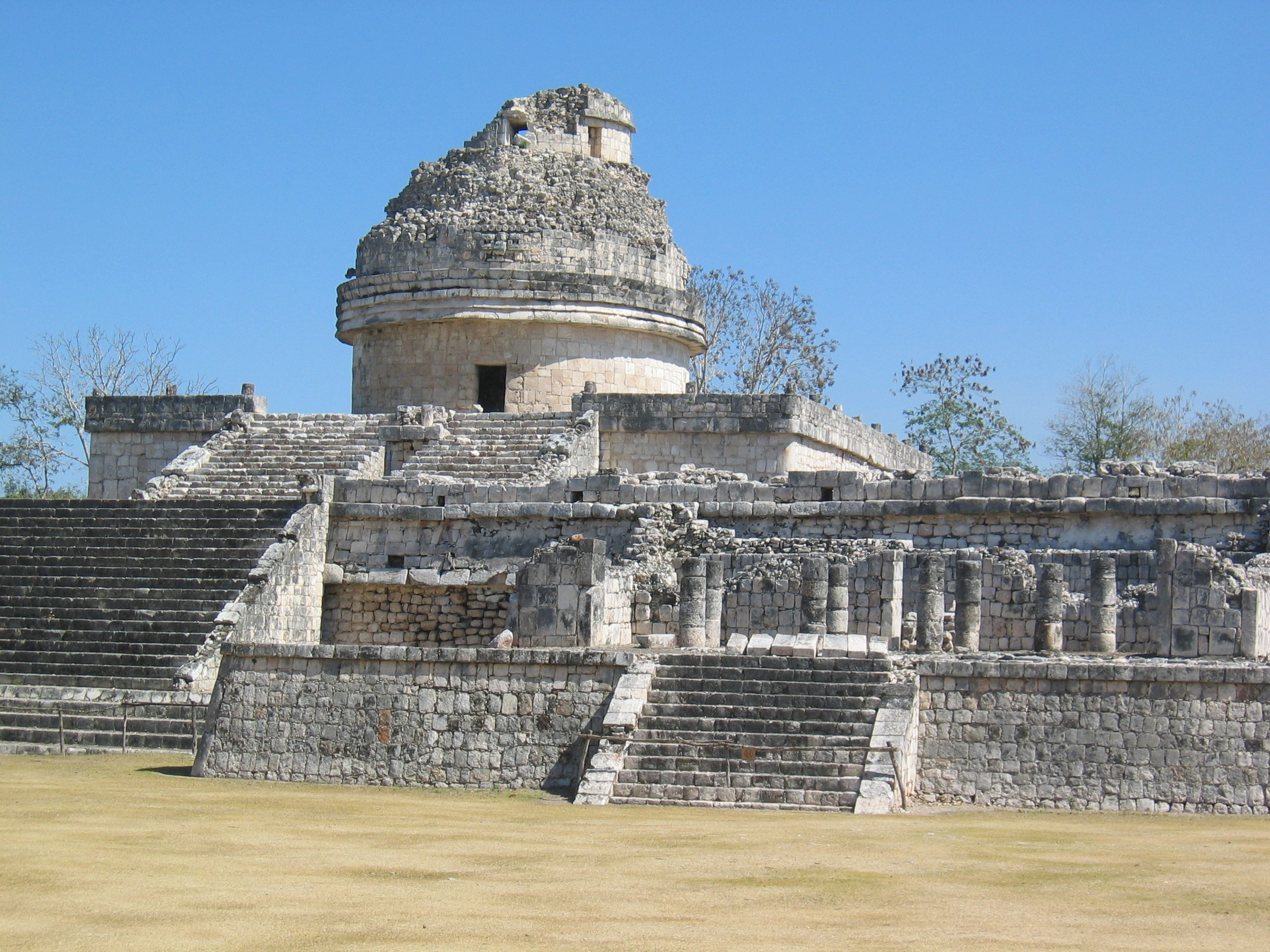
Chichén Itzá era la città più importante nella regione maya settentrionale.

Durante il Periodo Classico (250-900 d.C.), la civiltà maya raggiunse la sua più grande fioritura. Durante il Classico Iniziale (250-600 d.C.), le città in tutta la regione maya furono influenzate dalla grande metropoli di Teotihuacán nella lontana Valle del Messico. Al suo culmine durante il Classico Tardo, Tikal si era espansa fino ad avere una popolazione di ben oltre 100.000 abitanti. La grande rivale di Tikal era Calakmul, un'altra potente città nel Bacino di Petén. Nel sudest, Copán era la città più importante. Palenque e Yaxchilán erano le città più potenti nella regione dell'Usumacinta. Nel nord dell'area maya, Coba era la più importante capitale maya.
Le città capitali dei regni maya potevano variare considerevolmente come dimensioni, apparentemente in relazione a quante città vassalle erano legate alla capitale. I grandi feudatari delle città-stato che esercitavano influenza su un numero maggiore di signori subordinati potevano riuscire ad ottenere maggiori quantità di tributi sotto forma di beni e manodopera. Le forme più notevoli di tributi raffigurati sulla ceramica maya sono cacao, tessuti e piume. Durante il IX secolo d.C., la regione maya centrale subì un grave collasso politico, segnato dall'abbandono delle città, dalla fine delle dinastie e da uno spostamento verso nord della popolazione. Durante questo periodo, noto come Classico terminale, le città settentrionali di Chichén Itzá e Uxmal mostrarono un'accresciuta attività. Le maggiori città della Penisola dello Yucatán continuarono a essere abitate molto tempo dopo che le città degli bassipiani meridionali avevano cessato di erigere monumenti.

### Periodo Postclassico
Il Periodo Postclassico (900-c. 1524 d.C.) fu segnato da una serie di cambiamenti che distinsero le sue città da quelle del precedente Periodo Classico. La città un tempo grande di Kaminaljuyu nella Valle del Guatemala fu abbandonata dopo un periodo di occupazione continua che abbracciava quasi duemila anni. Questo era sintomatico di cambiamenti che stavano dilagando attraverso gli altopiani guatemaltechi e la vicina costa pacifica, con città occupate da lungo tempo in località esposte che si trasferivano, apparentemente a causa della propagazione della guerra. Le città giunsero ad occupare località in cima alle colline più facilmente difendibili, circondate da profondi burroni, con difese di mura e fossati che a volte integravano la protezione fornita dal terreno naturale. Chichen Itza, nel nord, divenne ciò che era probabilmente la più grande, la più potente e la più cosmopolita di tutte le città maya. Una delle più importanti città negli altopiani guatemaltechi in questo momento era Q'umarkaj, nota anche come Utatlán, la capitale dell'aggressivo regno dei Maya-Quiché.

### Conquista e riscoperta

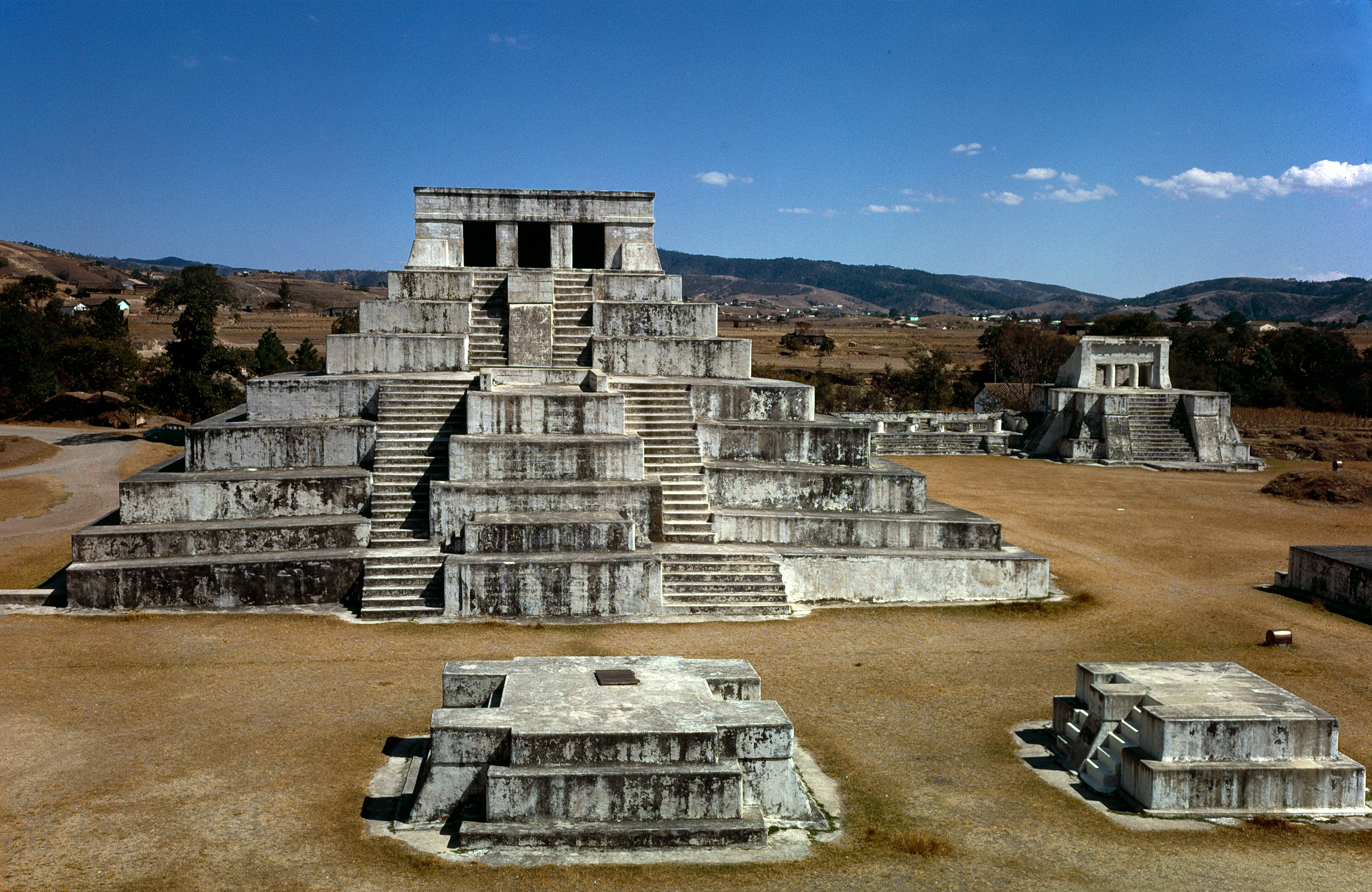
Zaculeu cadde per mano degli Spagnoli nel 1525.

Le città dei regni maya degli altopiani del Postclassico caddero nelle mani dei conquistadores spagnoli invasori nella prima metà del XVI secolo. La capitale quiché, Q'umarkaj, cadde nelle mani di Pedro de Alvarado nel 1524. Poco dopo, gli Spagnoli furono invitati come alleati a Iximche, la città capitale dei Maya Kaqchikel. I buoni rapporti non durarono e la città fu abbandonata pochi mesi dopo. Questo fu seguito dalla caduta di Zaculeu, la capitale dei Maya Mam, nel 1525. Nel 1697, Martín de Ursúa lanciò un assalto alla capitale itza Nojpetén e l'ultima città maya indipendente rimasta cadde nelle mani degli Spagnoli.
Verso il XIX secolo, era nota l'esistenza di cinque ex città maya nella regione di Petén del Guatemala. Nojpetén era stata visitata dal conquistador Hernán Cortés nel 1525, seguito da numerosi missionari all'inizio del XVII secolo. La città fu infine rasa al suo quando fu conquistata nel 1697. Juan Galindo, governatore di Petén, descrisse le rovine della città postclassica di Topoxté nel 1834. Modesto Méndez, un governatore posteriore di Petén, pubblicò una descrizione delle rovine della città un tempo grande di Tikal nel 1848. Teoberto Maler descrisse le rovine della città di Motul de San José nel 1895. San Clemente fu descritta da Karl Sapper nello stesso anno. Il numero di città conosciute crebbe enormemente nel corso del XX secolo: 24 città nel solo Petén erano state descritte nel 1938.